# George Rose
George Rose (1787 - 1873) was een zwarte soldaat in het Brits leger tussen 1809-1837. Hij was de enige zwarte soldaat in het Brits leger die het tot sergeant schopte in het begin van de negentiende eeuw, zonder rekening te houden met de koloniale legers.

## Biografie

### Het leger als toevluchtsoord
George Rose (1787 - 1873) werd als slaaf in Spanish Town, Jamaica geboren. Rose ontsnapte en reisde naar Engeland. Toen hij in Engeland aankwam was hij 22 jaar. In augustus 1809 ging hij in dienst bij het tweede bataljon van het 73e infanterie regiment.
In het begin van de negentiende eeuw werden er veel zwarte soldaten in dienst genomen in het Brits leger, niet alleen in de koloniale troepen maar ook in wat tot dan toe werd beschouwd als het 'blanke' leger. In alle 'household' regimenten, in de meeste cavalerie regimenten en in heel wat (41 van de 103) infanterie regimenten werden zwarten in dienst genomen die geboren waren in West-Indië. Hoewel zwarten uit alle regio's van de diaspora hun weg vonden in het leger, waren zwarten uit West-Indië de grootste groep. Dit is een gevolg van de trans-Atlantische driehoekshandel.
Het is geweten dat het Brits leger slaven in West-Indië aankocht om te dienen in het koloniaal leger, gestationeerd in de Britse Caraïben. Er is echter geen bewijs dat dit ook gebeurde in Engeland. Het is wel zo dat het leger in die tijd vaak een toevluchtsoord was voor gevluchte slaven. Sinds de zaak Somerset 1772 was het immers niet langer mogelijk om een slaaf tegen zijn wil uit Engeland te verwijderen. In 1807 was er naast de slave trade abolition act (een wet van het Verenigd Koninkrijk voor afschaffing van de handel in slaven) ook de mutiny act. De 'muiterij wet' bevatte een clausule waardoor alle zwarten die deel uitmaakten van de Britse troepen vanaf dat moment vrij waren. Een slaaf die na 1807 in dienst ging, werd vrij bij zijn indiensttreding.

### In dienst bij het 73e infanterie regiment
Tijdens Rose's jaren in dienst bij het 73e regiment vocht hij in Duitsland, Nederland en uiteindelijk ook in de slag bij Quatre-Bras en Slag bij Waterloo in 1815. Rose werd gewond in Merxem, Nederland in 1814 en nadien in de Slag bij Waterloo. Voor zijn inzet in de slagen van Quatre Bras en Waterloo ontving Rose de Waterloomedaille. Andere zwarte soldaten waaronder William Wilson van Barbados en William Affleck van St.Kitts kregen eveneens de medaille. Zwarte soldaten ontvingen dezelfde decoraties als hun blanke collega's.

### In dienst bij het 42e regiment
In april 1817 werd het tweede bataljon van het 73e infanterie regiment in Chelmsford ontbonden. Het staand leger van Groot-Brittannië kon gereduceerd worden na de Slag bij Waterloo, het einde van de napoleontische oorlogen. Rose werd bijgevolg overgeplaatst naar het 42e regiment. Hij is een van de weinige soldaten van die tijd die zowel in het 73e als in 42e gediend heeft. Tijdens zijn tijd bij het 42e diende Rose in Ierland, Gibraltar, Corfu en Malta.
In 1829 werd hij bevorderd tot korporaal, in 1831 tot sergeant. Hierdoor werd hij de hoogst gerangschikte zwarte soldaat in het 'blank' Brits leger van die tijd, zonder rekening te houden met de koloniale legers. Een van de criteria waarmee men rekening hield bij een bevordering was de uitgebreide ervaring in militaire campagnes. Toch werden maar weinig zwarten bevorderd in het 'blank' Brits leger. Een mogelijke reden is dat vele zwarten muzikale rollen hadden in het leger. Rose was een drummer in het 42e regiment in de periode van 25 mei 1822 tot 24 september 1823. John D. Ellis gelooft echter dat de afkeer van blanken ten opzichte van zwarten in een positie van autoriteit ervoor zorgde dat weinig zwarten werden bevorderd.

### Ontslag
In 1936 keerde het 42e terug naar Schotland. Rose bleef in dienst tot 29 mei 1837. Bij zijn ontslag werd genoteerd dat hij blijvend invalide was als gevolg van opgelopen letsels. Rose had onder andere een zwakke rechterarm als gevolg van een oude schotwond. Bij ontslag ontving hij een pensioen van 23 pence per dag, wat gepast was voor zijn rang en dienstperiode.
De volgende tien jaar verbleef hij in Glasgow waar hij predikte als lid van de primitieve methodisten. In 1849 keerde Rose terug naar Jamaica. Daar was hij nog dertien jaar als missionaris actief. Rose stierf op 27 juli 1873 dicht bij Spanish Town, Jamaica waar hij geboren was.
Het aanwerven van zwarte soldaten in het 'blank' Brits leger, in tegenstelling tot het West India regiment en Britse Oost-Indische Compagnie, stopte eind 1820. Bijgevolg waren er hoe langer hoe minder zwarte soldaten in het Brits leger. Tegen 1840 waren er geen meer. Een mogelijke reden hiervoor is onder andere de opkomst van het geloof in raciale verschillen en wetenschappelijk racisme.

## Geen memoires
De napoleontische oorlogen deed een overvloed ontstaan aan schrijvers en dagboekschrijvers door personen die betrokken waren bij de campagnes. Slechts twee vermelden de aanwezigheid van zwarte soldaten. De memoires van Thomas Morris van het 73e infanterie regiment vermelden de aanwezigheid van George Rose niet, hoewel ze vijf jaar lang samen gediend hebben, inclusief in Nederland en de Slag bij Waterloo. John D. Ellis meent dat de oorzaak hiervan ligt bij het feit dat de meeste memoires werden gepubliceerd na 1840. Sindsdien nam het racisme toe. De status van zwarten leed hieronder, waardoor het niet langer populair was om zwarten te vermelden.